# Grabado a contrafibra
El grabado a contrafibra es una técnica de grabado en relieve. Esta modalidad se utilizaba sobre todo para ilustrar revistas y libros. Es similar al grabado a fibra. Para realizar un grabado a contrafibra, el artista emplea un buril (instrumento para tallar) con el que graba la imagen directamente sobre un taco de madera cortada a la testa (o en sentido transversal). Se suele emplear la madera de boj, aunque también son adecuadas las de cerezo y peral. La superficie de estas maderas es dura por naturaleza, lo que permite al artista crear imágenes de gran detalle con líneas finas.
Variando los espacios entre las líneas grabadas el artista puede crear los sutiles efectos tonales que son propios de esta técnica. Se aplica cuidadosamente sobre la superficie una tinta espesa, de manera que no penetre en las líneas grabadas. Se sitúa sobre el taco una hoja de papel, delgada y suave, y se procede a la impresión, bien a mano o haciendo pasar el taco y el papel por el tórculo.